# 哈布纳菲厄泽体操俱乐部
哈布納菲厄澤體操俱樂部，冰岛哈布纳菲厄泽的一个竞技运动俱乐部，有足球等项目。

## 荣誉
- 冰島足球超級聯賽
  - 冠军（8）： 2004, 2005, 2006, 2008, 2009, 2012, 2015, 2016
- 冰島盃
  - 冠军（2）: 2007, 2010
- 冰島聯賽盃
  - 冠军（5）: 2002, 2004, 2006, 2007, 2009
- 冰島超級盃
  - 冠军（5）: 2004, 2006, 2008, 2009, 2010